# Iglesia de Nuestra Señora de la Asunción (Arnuero)

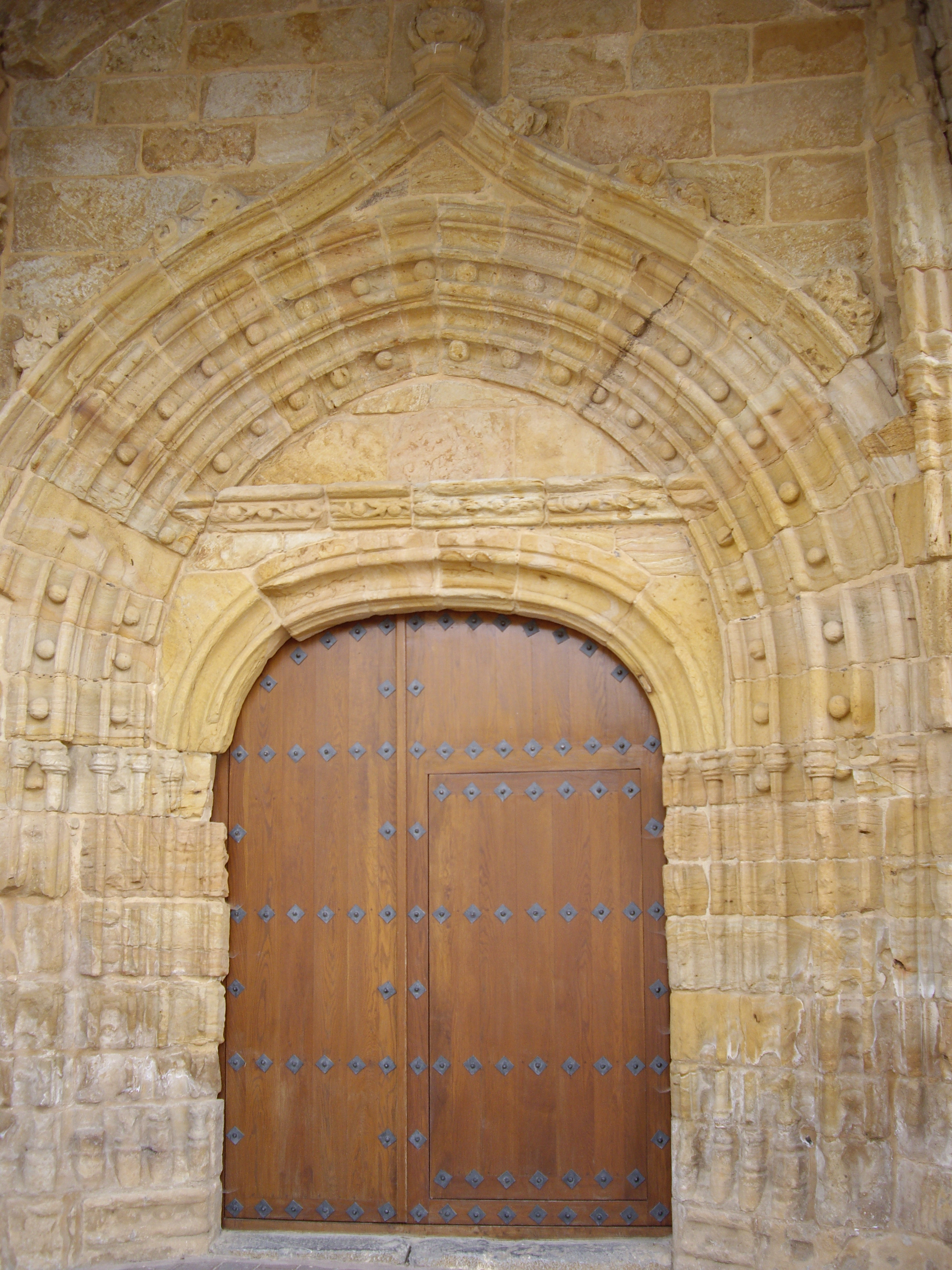
Pórtico de la fachada occidental de la Iglesia de Nuestra Señora de la Asunción de Arnuero. Hay un arco carpanel en cuyas arquivoltas puede verse decoración de besantes

La iglesia de Nuestra Señora de la Asunción, en Arnuero, capital del municipio homónimo en Cantabria, España, fue declarada Bien de Interés Cultural en el año 1993. Se encuentra en el centro de la localidad, junto a las antiguas escuelas.

## Historia
Se trata de una iglesia perteneciente al gótico tardío, de principios del siglo XVI. Algo posterior sería la portada de la fachada meridional. Actualmente sigue siendo la iglesia parroquial de Arnuero y está integrada en el Observatorio del Arte del Ecoparque de Trasmiera.

## Descripción
Es una iglesia de planta rectangular, con una gran nave dividida en tres tramos y rematada en ábside cuadrangular. En el crucero hay capillas laterales y, en el hastial, una torre cuadrada que se alza protegiendo la puerta de entrada.
Su estilo gótico tardío es el propio de toda una serie de iglesias de la comarca costera de Cantabria, especialmente en Trasmiera. Tienen todas ellas características semejantes, entre las que destaca el pórtico de estilo flamígero. En este sentido, cabe citar las iglesias de Castillo Siete Villas, Heras, Matienzo, Omoño, Pámanes o Valdecilla. En esta iglesia de Arnuero la portada de gótico tardío se encuentra en el muro occidental, bajo la torre. Es abocinada, con un arco carpanel que lleva por encima un friso vegetal y varias arquivoltas con decoración de besantes. El guardapolvos en arco conopial luce en el intradós motivos vegetales. Un florón aparece en el vértice, a modo de remate y, a los lados, se alzan contrafuertes decorativos rematados por pináculos. Hoy en día se utiliza más otra puerta, que está en la fachada meridional, y siendo ya plenamente renacentista, se data de mediados del siglo XVI.
En cuanto al interior, es amplio y diáfano. Los muros son de sillarejo. La nave está cubierta por bóvedas de crucería, con terceletes y combados. La única escultura monumental son los capiteles, tallados a bisel con motivos vegetales. Más destacada es la escultura exenta, en particular el notable retablo mayor, de estilo plateresco, uno de los más destacados de Cantabria. Atribuido a Simón de Bueras, se ejecutó entre 1540 y 1542. Contiene escenas de la Vida de Jesús y de María.